# Dům čp. 211 (Štramberk)
Dům čp. 211 stojí na ulici Plaňava ve Štramberku v okrese Nový Jičín. Roubený dům byl postaven na začátku 19. století. Byl zapsán do Ústředního seznamu kulturních památek ČR před rokem 1988 a je součástí městské památkové rezervace.

## Historie
Podle urbáře z roku 1558 bylo na náměstí postaveno původně 22 domů s dřevěným podloubím, kterým bylo přiznáno šenkovní právo, a sedm usedlých na předměstí. Uprostřed náměstí stál pivovar. V roce 1614 je uváděno 28 hospodářů, fara, kostel, škola a za hradbami 19 domů. Za panování jezuitů bylo v roce 1656 uváděno 53 domů. První zděný dům čp. 10 byl postaven na náměstí v roce 1799. V roce 1855 postihl Štramberk požár, při němž shořelo na 40 domů a dvě stodoly. V třicátých letech 19. století stálo nedaleko náměstí ještě dvanáct dřevěných domů.
Původní roubený dům čp. 211 byl na začátku 19. století. Dendrochronologický průzkum datoval kácení použitých kmenů jedlí do období 1813–1814, v případě jedlových krovů do období 1839–1840. Na konci 20. století byl objekt renovována a na začátku 21. století prošel rozsáhlou rekonstrukcí. Objekt je příkladem původní předměstské zástavby ve Štramberku.

## Stavební podoba
Dům je přízemní roubená stavba na obdélném půdorysu, je orientován štítovým průčelím k ulici a zadní části částečně zapuštěnou do svahu. Dispozice roubené části je trojdílná se dvěma jizbami a síní. Stavba je roubená z hrubě tesaných kuláčů. Je postavena na vysoké omítnuté kamenné podezdívce, která vyrovnává svahovou nerovnost, je podsklepena se dvěma vchody. Štítové průčelí je tříosé s kastlíkovými okny. Štíty jsou svisle bedněné se dvěma okny, nad nimi jsou dva výzorníky a podlomenice v patě štítu. Západní okapová strana má po celé délce otevřenou pavlač s vyřezávaným zábradlím. Nad pavlačí je pultová střecha. K západnímu průčelí byl přistaven roubený přístavek. Střecha je sedlová s polovalbou nad štíty.